# Macropiper melchior
Macropiper melchior är en pepparväxtart som beskrevs av W.R. Sykes. Macropiper melchior ingår i släktet Macropiper och familjen pepparväxter. Inga underarter finns listade i Catalogue of Life.